# 布爾吉王朝
布爾吉王朝（1382－1517年），是第二期的埃及馬木留克王朝，由切爾克斯人組成的士兵統治埃及和敘利亞。
這王朝特點是政治動盪，有很多短期執政的蘇丹。他們王朝的名字的意思是“塔”。

## 歷史
從1250年開始，埃及由欽察系馬木路克的巴赫里王朝统治。1377年敘利亞爆發起義蔓延到埃及，由切爾克斯人巴拉克與巴爾庫克接管政權，1382年巴爾庫克宣布登基，結束巴赫里王朝。
巴爾庫克於1389年被廢，但隨即在1390年奪回開羅。儘管面對欽察人反叛，但被其察覺，使切爾克斯人得以永久掌權。
面對共同的敵人帖木兒，巴爾庫克加入了巴耶塞特一世和脱脱迷失一個反帖木兒聯盟，但他在1399死亡。
1401年，帖木兒入侵敘利亞，破壞大馬士革和阿勒颇。敘利亞是由蘇丹法拉吉1405年收復，但不斷從埃米爾那裡面臨叛亂，他被迫於1412年退位。
在1421年埃及攻擊塞浦路斯王國，雖然埃及人無法佔领塞浦路斯島，但他們迫使塞浦路斯人承認埃及蘇丹巴爾斯拜的宗主權。他經常襲擊小亞細亞，但在1438年去世。
在鄂圖曼帝国穆罕默德二世時代，埃及開始了埃及和鄂圖曼帝国的鬥爭（两國支持不同的卡拉曼侯国人選）。1516年兩國爆發戰爭，阿什拉夫·坎蘇·葛里戰死，圖曼貝伊二世被俘虜並處死，馬木留克王朝結束。